# Christian Thielemann (billedhugger)
 Der er for få eller ingen kildehenvisninger i denne artikel, hvilket er et problem. Du kan hjælpe ved at angive troværdige kilder til de påstande, som fremføres i artiklen.

Christian Thielemann (28. maj 1804 i København – 28. juli 1870 på Kærsgård, Ejdrup Sogn) var en dansk billedhugger og proprietær, bror til Ferdinand og Theobald Thielemann.
Han var søn af snedkermester, kaptajn i Borgervæbningen Johann Christian Thielemann (1782-1845) og Sofie Birgitte født Müller (af polsk familie, 1772-1840). Han besøgte fra 1819 Kunstakademiets ornamentskole og senere dets tegneklasser, men vandt ikke sølvmedaljerne. Han uddannede sig og arbejdede som ornamentbilledhugger hos en italiensk billedhugger, Lodovico Vincenzo Romanelli, og udførte under ham en del dekorative arbejder bl.a. til Christiansborg Slotskirke, Vor Frue Kirke og til Universitetet (ørnen over portalen, tilskrevet, se: Coelestem adspicit lucem). Han udførte tronstolene til Christiansborg Slot (1828, efter C.F. Hansens tegning, formodentlig sammen med faderen, der var snedkermester på slottet) og dekorative arbejder på Sorø Akademi (under Peder Malling). 
I 1829-30 var han på en udenlandsrejse og ville efter sin hjemkomst genoptage sin virksomhed, da en blodstyrtning nødte ham til at forsøge helbredelse ved landlig virksomhed. Han kom mod forventning til kræfter igen, blev nu elev på agerdyrkningsinstituttet på Mørup ved Ringsted og søgte dertil 1831 en understøttelse fra Fonden ad usus publicos, hvilken han dog ikke fik. Tillige lagde han sig efter forstvæsen, interesserede sig for Jyllands beplantning og blev ca. 1840 ejer af Kærsgård ved Nibe i det nordlige Jylland, hvor han anlagde betydelige plantager. 
I 1867 udførte han en buste af Constantin Hansen, som formodes tilintetgjort.
Den 6. juli 1838 havde han i Ajstrup Kirke ægtet Augusta Steinthal (26. april 1815 i Hamborg - 17. marts 1900 på Frederiksberg), datter af proprietær Martin Steinthal til Kyø (død 1856) og Nanche "Nanette" født Ochs (død 1875). Han døde selv den 28. juli 1870.
Han er begravet på Ejdrup Kirkegård.